# ロマン・ダージ

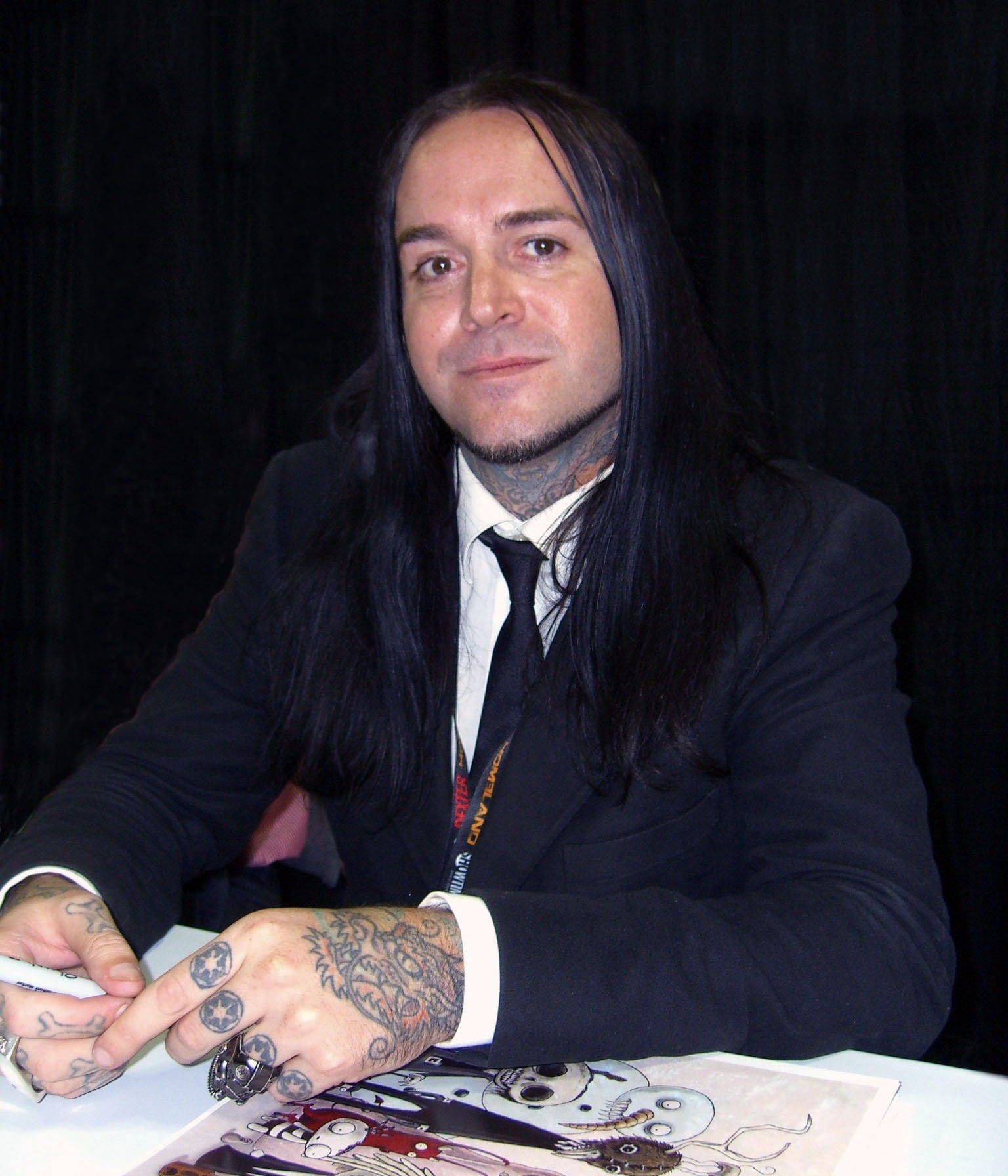
2011年のニューヨークのニューヨーク・コミコンにて

ロマン・ダージ(Roman Dirge、1972年4月29日 - )は、アメリカ合衆国の芸術家・ マジシャン・漫画家である。漫画家としての代表作は『レノーア』。現在カリフォルニア州ロサンゼルスに住んでいる。

## 人物
美術教師に絵のスタイルが食べていけないほどひどいと酷評された彼は、絵をやめフルタイムのマジシャンとなった。しかし、数年後彼は絵に対する情熱を捨てられず、 雑誌・XenophobeにLenore, the Cute Little Dead Girlを投稿した。後にスレイヴ・レイバー・グラフィックスの社長Dan Vadoがレノーアを見つけた。
"Something At The Window Is Scratching", "The Monsters In My Tummy","The Cat With A Really Big Head: And One Other Story That Isn't As Good"といった本や、アトラクションとしてのホーンテッドマンションを題材とした作品を描いている。
なお、彼の体には 75以上の タトゥーがある。

## 代表作
- レノーア　Lenore, the Cute Little Dead Girl
- Something At The Window Is Scratching
- The Monsters In My Tummy
- The Cat With A Really Big Head: And One Other Story That Isn't As Good
- Peter The Pirate Squid (原作,作画： Steven Daily)
- It Ate Billy On Christmas (Writer, artist, paintings by Steven Daily)
- ホーンテッドマンション The Haunted Mansion (Art covers and stories)